# 文山红柱兰
文山红柱兰（学名：Cymbidium wenshanense）为兰科兰属下的一个种。

## 扩展阅读
維基物種上的相關：文山红柱兰